# Angeles City
Angeles City er en stor by i Filippinerne. Byen er beliggende på øen Luzon, godt 80 km nord for Manila og har 314.493 indbyggere (2007). Byen er kendt for bargaden Fields Avenue, og Clark Lufthavn, som er Air Asias hub i Filippinerne.
Clark Air Base var under Vietnamkrigen den største amerikanske base udenfor USA, hvilket byen stadig bærer præg af. I dag er Angeles en stor feriedestination for koreanske, amerikanske og europæiske turister. Byen har et stort udvalg af "resorts", golfbaner, gokartbaner, barer og restauranter. Den danske bar Valhalla ligger på bargaden Fields Avenue, hvor der serveres dansk mad. 